# Publicidade online

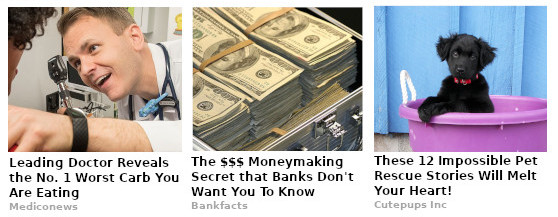
Exemplo fictício de anúncios do estilo clickbait.

A publicidade online tem como propósito influenciar a compra de produtos ou contratação de serviços por meio de anúncios na internet. Surgiu em 1993, quando foi liberado o uso da internet como meio comercial.
Com o lançamento do Mosaic em abril de 1993, surgiram os primeiros sites de publicidade, com a Microsoft e o MCI como anunciantes.

## Formas de anúncios

### Banners
A forma mais comum de publicidade na internet. Um banner tem dois objetivos principais: o fortalecimento de uma marca e a venda direta.
Fortalecimento de uma marca (Branding): É uma maneira de colocar uma marca ou nome de alguma empresa no consciente do público, como por exemplo, ao surgir uma nova marca de sapatos, é utilizado o branding para que fique conhecida, logo, assim que alguém pensar em comprar um sapato vai se lembrar da marca do anúncio.
Venda Direta: Tem intenção de induzir o consumidor a fazer algo, como: clicar no anúncio, ir direto para a empresa anunciada ou ligar para um número 0800.

### Pop-ups
Ao entrar em uma página, esses anúncios aparecem repentinamente em uma nova janela cobrindo a parte em que se estava lendo.

### Pop-under
Aparecem atrás da página que está sendo visualizada, geralmente são percebidos apenas quando a janela do navegador é fechada.

### Anúncios flutuantes
Logo ao entrar em uma página, os anúncios flutuantes aparecem na tela voando ou flutuando, tornando impossível visualizar a página enquanto não forem fechados.

### Anúncios unicast
São apresentados em janelas pop-ups com vídeos e sons, com duração de 10 a 30 segundos, muito parecidos com comerciais de televisão, porém, com algo a mais, pois o consumidor pode clicar no anúncio e obter mais informações.

### Links Patrocinados
Oferecido por sites de busca, integra palavras-chave definidas pelo anunciante, que quando pesquisadas exibem tanto os resultados quanto os anúncios.

### E-mail Marketing
Utiliza o e-mail como forma de publicidade, enviando informações publicitarias aos usuários.

### SEO
A otimização de sites para motores de busca SEO já é um dos principais aliados para se fazer prospecção e dar visibilidade a campanhas de publicidade online. Com aumento da competitividade a mídia gerada através dos motores de busca consegue criar um mercado sólido, assim dando mais um pilar para a publicidade no geral que já enxerga da maneira homogênea o segmento.

## Métodos de pagamento

### Custo por Mil impressões (CPM) ou Effective Cost Per Mille (eCPM)
Anunciante paga o anúncio por cada 1000 visualizações.

### Custo por Clique(CPC) ou Pay-Per-Click (PPC)
Paga-se de acordo com a quantidade de cliques no anúncio.

### Custo Por Aquisição / ação (CPA) ou  Pay-per-action(PPA)
O anunciante paga apenas quando é feita uma determinada ação. Por exemplo, o anunciante escolhe pagar apenas se for efetuado uma compra, logo, a cada vez que um consumidor clicar no anúncio e efetuar uma compra, o anunciante paga.

## Vantagens
- A facilidade para encontrar e comparar produtos desejados com relação a qualidade e preço.
- A quantidade de leitores por meio da internet é maior.
- É possível obter informações precisas sobre as visualizações, tais como: a quantidade de visualizações ou cliques, os dias e horários dos melhores resultados, os espaços dentro do web-site que são mais ou menos eficazes para exibição dos anúncios.
- Por meio da internet é possível acompanhar com mais facilidade as informações da compra, tais como: data de compra, prazo de entrega e a forma de pagamento.
- Não há limites para a publicidade online, pois é possível visualizar seus anúncios a qualquer momento, em qualquer lugar, tanto dentro quanto fora do país.[9]

## Desvantagens
- Requer maior conhecimento em uso da internet por parte dos consumidores.
- O consumidor não tem certeza  tocar ou experimentar o produto antes da compra.
- A falta de segurança, tornando-se necessário cuidados com relação a dados pessoais e bancários.
- Há uma incerteza por parte dos consumidores com relação a entrega e as condições do produto ofertado.[9]